# Ministerstvo pro hospodářskou politiku a rozvoj České republiky
Ministerstvo pro hospodářskou politiku a rozvoj České republiky bylo od srpna 1990 do října 1992 ústředním orgánem státní správy České republiky. Agenda ministerstva poté přešla na ministerstvo průmyslu a obchodu, ministerstvo školství, mládeže a tělovýchovy a na ministerstvo hospodářství.

## Vývoj
Zejména s ohledem na plánovaný přechod československé ekonomiky od jejího direktivního řízení na tržní hospodářství připravila vláda České republiky v červenci 1990 návrh zákona, který počítal se změnami v uspořádání ústřední orgánů České republiky a novým vymezením působnosti ministerstev, a to zejména v ekonomické oblasti. Změnami měla být posílena koncepčnost v činnosti orgánů, snížit počet ústředních orgánů státní správy a pozitivně ovlivnit celkovou činnost vlády, jež se poté neměla zabývat detailními ekonomickými problémy. Vláda tak navrhla zřídit ministerstvo pro hospodářskou politiku a rozvoj, ministerstvo pro správu národního majetku a jeho privatizaci a ministerstvo zemědělství.
Od 1. srpna 1990 bylo ministerstvo pro hospodářskou politiku a rozvoj ústředním orgánem státní správy na úseku tvorby hospodářské politiky a strategie rozvoje ekonomiky, vědy a techniky a současně mělo provádět státní expertizy investic.
V prosinci 1990 připravila vláda návrh zákona, kterým mělo být posíleno postavení ministerstva. Podle návrhu měl přejít na ministerstvo z působnosti, jež do té doby vykonávaly federální orgány, výkon státní správy ve věcech pošt, energetiky, teplárenství, plynárenství, těžby a úpravy tuhých paliv, těžby ropy a zemního plynu a těžby, úpravy a zušlechťování radioaktivních surovin. Rozvinuta byla i oblast tvorby hospodářské politiky a strategie rozvoje ekonomiky. Další část agendy přešla na ministerstvo z působnosti ministerstva výstavby a stavebnictví, resp. ministerstva strojírenství a elektrotechniky. Na ministerstvo pak přešla také působnost ve věcech geologického výzkumu a průzkumu, která náležela ministerstvu životního prostředí. Ministerstvu pak měla být podřízena i Státní energetická inspekce pro Českou republiku. Výbory České národní rady návrh projednaly v prosinci 1990 a doporučily ho přijmout s pozměňovacími návrhy. S účinností od 1. ledna 1991 tak byla ministerstvu podřízena Česká energetická inspekce a samotné ministerstvo bylo ústředním orgánem: 
- správy pro tvorbu hospodářské, strukturální, vědní, technické, informační a regionální politiky a politiky životní úrovně, včetně bytové politiky;
- státní správy pro investiční rozvoj energetiku, teplárenství, plynárenství, těžbu ropy a zemního plynu, těžbu, úpravu a zušlechťování tuhých paliv, rud, radioaktivních surovin a magnezitu, pro tvorbu jednotné surovinové politiky, pro využívání nerostného bohatství a pro geologický průzkum;
- státní správy pro tvorbu zahraničně ekonomické politiky, včetně zahraničních investic a zahraniční pomoci v rozsahu, v jakém je tato působnost svěřena České republice;
- státní správy pro silniční a městskou dopravu, dráhy zvláštního určení, pozemní komunikace, včetně dálnic, silniční hospodářství, námořní dopravu, říční plavbu a civilní letectví.
- státní správy pro pošty.

V souvislosti se vznikem ministerstva mezinárodních vztahů České republiky došlo od 1. června 1992 k drobné úpravě v působnosti ministerstva. Na konci června 1992 pak došlo k další drobné úpravě v působnosti, týkající se námořní, resp. říční dopravy.
V září 1992 předložila vláda návrh, jenž počítal se zánikem ministerstva a rozdělením jeho působnosti mezi plánované ministerstvo hospodářství, dopravy a spojů a ministerstvo průmyslu a obchodu. Nakonec, díky pozměňovacím návrhům – např. poslance Ludvíka Motyčky, s účinností od 31. října 1992 ministerstvo pro hospodářskou politiku a rozvoj zaniklo a jeho působnost přešla: 
- ve věcech energetiky, teplárenství, plynárenství, těžby ropy a zemního plynu, těžby, úpravy a zušlechťování tuhých paliv, rud, radioaktivních surovin a magnezitu a tvorby zahraničně ekonomické politiky včetně zahraničních investic a řízení České energetické inspekce na ministerstvo průmyslu a obchodu;
- ve věcech vědní politiky a vývoje technologií na ministerstvo školství, mládeže a tělovýchovy,
- v ostatních věcech na ministerstvo hospodářství.

## Ministr
Funkci ministra zastával od 29. června 1990 do 31. října 1992 Karel Dyba.

## Poznámka
1. ↑  Podle současné terminologie správního práva se jednalo o  správní úřad.
2. ↑  Do vzniku ministerstva byl ministrem bez portfeje